# Забаба
Забаба (Замама) — бог покровитель и защитник города Киша (Шумер), сын Энлиля, изображался в виде орла. Являлся богом счастливой войны, витязем богов. Часто отождествлялся с Нинуртой. Его женами иногда называли Инанну и Бабу. Главный храм в Кише назывался Эпатутила (Эметеурсаг).
В честь Забабы иногда называли месопотамских царей, включая Ур-Забабу, царя Киша, и вавилонского царя Забабу-шум-иддина. Кроме того, в его честь были названы вавилонские ворота (иначе, согласно Геродоту, — Киссийские, по дороге в Киш), которые «ненавидели нападавших на них».